# Boehmeria filiformis
Boehmeria filiformis là loài thực vật có hoa trong họ Tầm ma. Loài này được ined. mô tả khoa học đầu tiên.